# Двадцать пять рублей 1876 года
Двадцать пять рублей 1876 года — золотая монета, отчеканенная малым тиражом по специальному запросу великого князя Владимира Александровича.

## История
В январе 1876 года «с Высочайшего повеления» третьего сына императора Александра II великого князя Владимира Александровича тиражом всего 100 экземпляров были отчеканены крупные золотые монеты достоинством в 25 рублей. Нестандартная крупная золотая монета до сих пор остаётся одной из загадок российской нумизматики. Монета могла быть отчеканена в связи с тридцатилетием сына императора, однако Владимир Александрович родился в 1847 году, а дата на монетах — 1876 год. В 1876 году великий князь был назначен президентом Императорской Академии художеств, монета могла иметь подарочное значение по этому случаю, однако не имеется никаких свидетельств, подтверждающих это предположение. До сих пор не известна цель чеканки ста необычных золотых монет.

## Описание
Монеты были отчеканены на Санкт-Петербургском монетном дворе. Вес каждой составляет примерно 32,7 г, диаметр — 32,3 мм. Проба 917.
На аверсе монеты отчеканен малый герб Российской империи — двуглавый орёл под тремя коронами. Из верхней короны спускается развевающаяся андреевская лента, на груди щит с гербом Москвы, вокруг него цепь ордена святого Андрея Первозванного. На распростёртых крыльях орла щиты с гербами. Зубчатый ободок по краю.
В центре реверса монеты в бусовом ободке обозначение номинала, дата и монетный двор: «25 | РУБЛЕЙ |1876 | С.П.Б.». Круговая надпись: «❀ ЧИСТАГО ЗОЛОТА 7 ЗОЛОТНИКОВЪ 3 ДОЛИ». Зубчатый ободок по краю. Гурт пунктирный.